# 刘缓
刘缓（？—540年？），字含度，祖籍平原郡高唐县（今山东省章丘市西北）。南朝梁官员，劉昭的儿子。
刘缓风流倜傥，名高一府。担任湘东王萧绎中录事参军。当时西府汇集文学之士，刘缓居首，他常常说：“不须名位，所须衣食。不用身后之誉，唯重目前知见。”后随湘东王至江州，去世。